# Cursa de sis dies

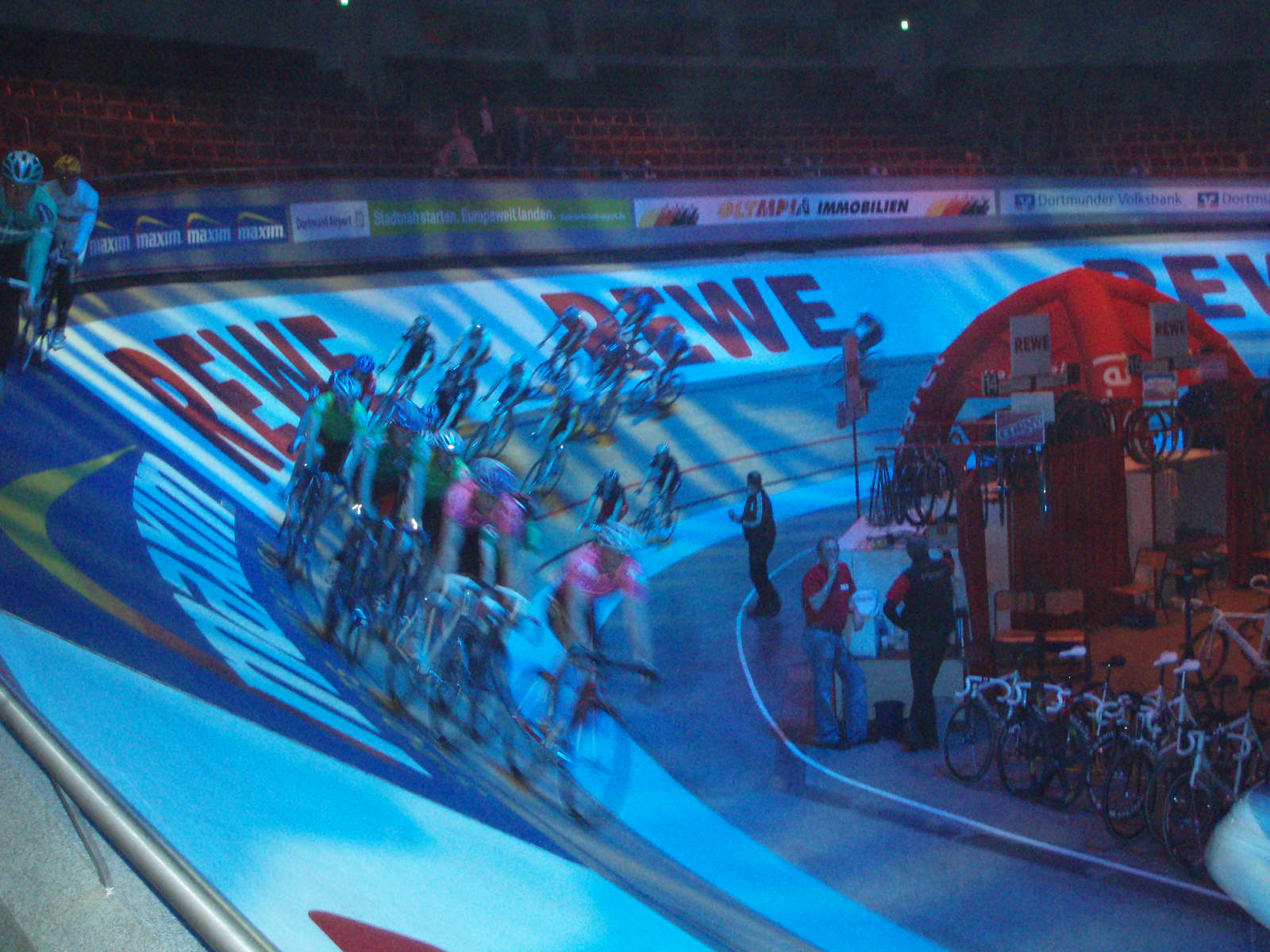
Sis dies de Dortmund de 2011

Les curses de sis dies són unes competicions de ciclisme en pista que duren sis dies.

## Origen
Les primeres proves d'aquesta modalitat van tenir lloc al Regne Unit el 1878. Hi competien corredors individualment 24 hores sense descans, durant sis dies. Es tractava d'una prova de resistència.
El format va canviar i es va passar a competir en equips de dos ciclistes, o a vegades tres, en un format de relleu en què un corredor està en competició i l'altre company està en repòs. Es considera que la primera cursa de sis dies oficial es va dur a terme el 4 de desembre de 1899 al Madison Square Garden de Nova York. Van ser l'origen dels Sis dies de Nova York.
A principis del segle xx, les curses de sis dies va ser introduïdes a Europa, inicialment a Alemanya, on es van convertir en un gran èxit. No gaire més tard, van seguir altres països com Bèlgica (Brussel·les i Gant), França (París) i el Regne Unit (Londres). Als anys trenta, també en trobem als Països Baixos i a Dinamarca. Durant l'Alemanya nazi aquestes curses es van prohibir perquè es consideraven un entreteniment depravat. Molts corredors van marxar als Estats Units que era el país on hi havia més curses i amb més popularitat. Després de la Segona Guerra Mundial, es van recuperar les competicions a Alemanya, amb més èxit que abans, i en canvi les curses a Amèrica van començar a desaparèixer.
A Catalunya només es van disputar dues edicions dels Sis dies de Barcelona als anys 50.
Actualment, el format s'ha alleugerit, les curses es limiten a sis nits consecutives, generalment de les 6 de la tarda fins a les 2 de la matinada. Aquestes curses es disputen en velòdroms coberts.

## Mètode de classificació
El guanyador absolut de la competició és l'equip que executa el major nombre de voltes. Quan diversos equips han recorregut el mateix nombre de voltes, es designa guanyador, l'equip que ha obtingut la major quantitat de punts en els esprints intermedis, persecució i altres proves.
Un programa típic sis dies inclou:
- Competicions darrere de motocicleta
- Esprints intermedis
- Curses d'eliminació

La prova principal és la cursa de Madison, en què els dos membres de l'equip estan a la pista al mateix temps. Un d'ells agafa el seu torn en la carrera de relleus, mentre que l'altre va fins al següent relleu. Els relleus es fan tocant a l'esquena o a la mà.

## Principals curses de sis dies
.En negreta: que encara es disputen
| - Sis dies d'Anvers - Sis dies de Berlín - Sis dies de Bremen - Sis dies de Brussel·les - Sis dies de Chicago - Sis dies de Colònia | - Sis dies de Copenhaguen - Sis dies de Dortmund - Sis dies de Gant - Sis dies de Nova York - Sis dies de París - Sis dies de Zuric |

## Principals guanyadors
| # | Ciclista      | Victòries | Participacions |
| - | ------------- | --------- | -------------- |
| 1 | Patrick Sercu | 88        | 223            |
| 2 | Danny Clark   | 74        | 235            |
| 3 | René Pijnen   | 72        | 233            |
| 4 | Peter Post    | 65        | 155            |
| 5 | Bruno Risi    | 61        | 178            |

## Six Day Series
A partir de 2016 s'organitzà una competició, anomenada Six Day Series, que agrupava les principals curses de sis dies i també la disputa d'una prova final amb els millors ciclistes classificats.
| 2016/2017                        | Sis dies de Londres              | Sis dies d'Amsterdam         | Sis dies de Berlín                   | Sis dies de Copenhaguen          | Final (Palma) |
| Kenny De Ketele · Moreno De Pauw | Kenny De Ketele · Moreno De Pauw | Yoeri Havik · Wim Stroetinga | Michael Mørkøv · Lasse Norman Hansen | Kenny De Ketele · Moreno De Pauw |               |